# Catastrophe du Britannia à Nicosie
Le 20 avril 1967, à 1 h 13 heure locale, un Bristol Britannia 313 de Globe Air s'écrase contre une colline au sud de l'aéroport international de Nicosie à Nicosie à Chypre et entraîne la mort de 126 personnes.

## Appareil impliqué
L'appareil impliqué dans la catastrophe était un Bristol Britannia 313 qui avait effectué son premier vol en 1957, soit dix ans avant l'accident. Il avait effectué 6 780 cycles.

## Accident
Le Britannia exploitait un vol charter et transportait des touristes de Bangkok en Thaïlande à Bâle en Suisse avec des escales à Colombo, Bombay et Le Caire. Le vol s'est arrêté à Colombo au Sri Lanka, puis à Bombay en Inde, puis s'est dirigé vers Le Caire, puis l'équipage a détourné le vol vers Nicosie en raison du mauvais temps au Caire,. L'avion en était à sa troisième tentative d'atterrissage sur la piste 32 lors d'un violent orage lorsqu'il a percuté une colline près du village de Lakatamia et a pris feu,. 
Au moment de l'accident, les deux pilotes avaient dépassé de trois heures leur temps de service autorisé. Le copilote du vol totalisait moins de 50 heures de vol à bord d'un avion Britannia. 
Deux passagers allemands (Christa Blümel et Peter Femfert) et deux suisses (Veronika Gysin et Nicolas Pulver) ont survécu dont trois qui ont été grièvement blessés et qui ont été soignés dans un hôpital de campagne des Nations Unies près de Nicosie. Le quatrième survivant, Nicolas Pulver, a survécu à l'accident sans être particulièrement blessé,.

## Conséquences
Le crash a provoqué la faillite de Globe Air et à la vente de tableaux qui ont conduit au référendum sur l'achat de tableaux de Picasso à Bâle en 1967 (en).